# Tzameret Tower 3
Tzameret Tower 3 (hebr. מגדלי אקירוב ג) – wieżowiec w osiedlu Giwat Amal Alef w mieście Tel Awiw, w Izraelu.

## Historia
Budowa wieżowca trwała w latach 2003–2006. Pierwotny plan przewidywał, że wieżowiec będzie miał wysokość 140 metrów. Ostatecznie jednak plany zmieniono, decydując się na wybudowanie trzeciego bliźniaczego wieżowca, podobnego do Tzameret Tower 1 i Tzameret Tower 2.

## Dane techniczne
Budynek ma 34 kondygnacje i wysokość 123 metrów.
Wieżowiec wybudowano w stylu brutalistycznym. Wzniesiono go z betonu, granitu i szkła. Elewacja jest w kolorach białym i niebieskim.
Wykorzystywany jest jako budynek mieszkalny. Znajduje się w nim 360 luksusowych apartamentów.